# Dendrochilum krauseanum
Dendrochilum krauseanum är en orkidéart som beskrevs av Rudolf Schlechter. Dendrochilum krauseanum ingår i släktet Dendrochilum och familjen orkidéer.
Artens utbredningsområde är Sumatera. Inga underarter finns listade i Catalogue of Life.